# 볼트 네덜란드

볼트 네덜란드(네덜란드어: Volt Nederland, 영어: Volt Netherlands)는 볼트 유로파(Volt Europa)의 네덜란드 지역당이자 네덜란드의 사회자유주의 정당이다. 2018년 6월 23일 Reinier van Lanschot를 의장으로 하여 위트레흐트에서 창립되었다. 2021년 네덜란드 총선에서 3석을 얻었다.

## 같이 보기
- 볼트 유로파